# Базельський землетрус
Базельський землетрус або Землетрус в день Святої Луки (фр. Séisme de la Saint-Luc) — природна катастрофа, землетрус магнітудою від 6.0 до 7.1 Мw, що стався 18 жовтня 1356 року у місті Базель, у Швейцарії. Найбільший землетрус в Центральній Європі у часи середньовіччя.
Епіцентр землетрусу, за даними сучасних наукових досліджень, розташовувався на території сьогоднішньої Німеччини, в полонині верхнього Рейну. Поштовхи від землетрусу відчувалися в Цюриху і навіть, приглушено, в Парижі.

## Розвиток подій

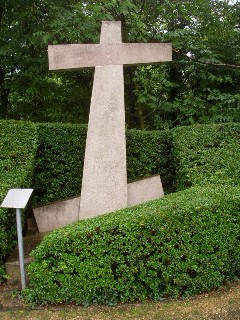
«Землетрусний хрест» у Райнаху

Землетрус стався ввечері близько 22:00 за місцевим часом, і в ту ніч були численні підземні поштовхи. Базель зазнав другий, дуже сильний поштовх серед ночі. Місто всередині фортечних валів було зруйноване пожежею, коли смолоскипи та свічки, що впали на підлогу, підпалили дерев'яні будинки. Число загиблих в одному тільки місті Базель оцінюється в 300 чоловік. Всі основні церкви та замки в радіусі 30 км (19 миль) від Базеля були зруйновані. Сейсмічна криза тривала рік.